# Лиепиньш, Петерис
Петерис Лиепиньш (латыш. Pēteris Liepiņš; 28 мая 1943, Эргли — 10 мая 2022, Рига) — советский и латвийский актёр театра и кино.

## Биография
Родился 28 мая 1943 года в Эргли, в крестьянской семье Яниса Лиепиньша. Брат — актёр Молодёжного театра Эдгар Лиепиньш.
Учился в средней школе города Эргли (1963), окончил театральный факультет Латвийской государственной консерватории им. Я. Витола. Был одним из ведущих актёров театра Дайлес (прежнее название — Художественный академический театр им. Я. Райниса) в Риге.
Наличие широкого творческого диапазона позволяло Петерису Лепиньшу играть в разных жанрах. Ему удавалось одинаково хорошо показать своё актёрское мастерство в комедиях и детских спектаклях, героических и трагических постановках.
Был востребован как актёр кино, особенно в 1980-х годах, на которые приходится основное количество сыгранных им ролей.
За выдающийся вклад в развитии латвийского театрального искусства был награждён высшей государственной наградой — Орденом Трёх звёзд.
В 1995 году был награждён Почётной грамотой Кабинета Министров Латвии.

## Избранные роли в театре
- 2003 — «Гамлет» Уильяма Шекспира — Полоний
- 2005 — «Калигула» Альбера Камю — Сенектий
- 2006 — «Другой Шерлок Холмс» мюзикл Раймонда Паулса и Яниса Петерса — Шерлок Холмс

## Фильмография
- 1972 — Слуги дьявола на Чёртовой мельнице
- 1973 — Олег и Айна — фрезеровщик
- 1974 — Вей, ветерок!
- 1974 — Приморский климат  — Литенко
- 1975 — Наперекор судьбе — эпизод
- 1976 — Под опрокинутым месяцем — матрос
- 1977 — Подарки по телефону — Зигис
- 1978 — Открытая страна — Василевский
- 1978 — Большая новогодняя ночь — болельщик
- 1980 — Братья Рико — бармен
- 1980 — Не будь этой девчонки… — отец Рейниса (эпизод)
- 1981 — Факт
- 1982 — Забытые вещи — реквизитор
- 1983 — Каменистый путь — эпизод
- 1983 — Сад с призраком — Растауриньш
- 1984 — Когда сдают тормоза — Витолд
- 1985 — Малиновое вино — Вилис
- 1986 — Он, она и дети — Виктор
- 1987 — Человек свиты — муж Вики
- 1987 — Стечение обстоятельств — попутчик
- 1987 — Коронный номер
- 1989 — Тапёр — Хубертс Озолс
- 1990 — Майя и Пайя
- 1992 — Дуплет — Эйнар
- 1996 — Новая мама
- 2000 — Страшное лето — Герман Круминьш
- 2001 — Непобедимый
- 2004 — Красная капелла — зубной техник
- 2012 — Гольфстрим под айсбергом — мужчина в трамвае
- 2016 — Запорошенные пеплом — старик